# Charles Fourier
Charles Fourier (født 7. april 1772, død 10. oktober 1837) var en fransk filosof, købmand og utopisk socialist.
Han kritiserede den borgerlige civilisationen, hvor fattigdom og elendighed vokser frem i takt med rigdommens vækst. Overflod og mangel går hånd i hånd, og ingen får opfyldt alle behov eller afløb for alle tilbøjeligheder. Frem for alt anså Fourier det borgerlige samfunds arbejdsdeling for et problem.
Arbejdsdelingen er årsagen til, at privatejendommen kommer til at fungere afstumpende på mennesket, mener Fourier. Udgangspunktet er en kritik af den undertrykkelse af drifter, følelser og alt sanseligt, som han oplevede i sin samtid. Kritikken er fremadrettet. Han opstiller en detaljeret plan for et alternativt samfund, Stammefællesskabet. Målet med samfundsforandringen er at lede de sanselige og følelsesmæssige behov ind i, hvad han kalder ’en harmonisk bane’. Fourier foregriber Sigmund Freuds forestilling om, at ”det fortrængte vender altid tilbage, men det vender dæmonisk tilbage”. Hvis Nero som dreng havde fået naturligt afløb for sin tilbøjelighed for at svælge i blod – f.eks. ved at arbejde i et slagteri – i stedet for tvært om at blive tugtet for denne lidenskab, var han måske ikke blevet en sygeligt blodtørstig despot som voksen, foreslår Fourier.
Sanserne og drifterne skal gives fri, så længe alle involverede har glæde af det, og ingen lider overlast derved. Fourier ville selv i dag fremstå som en særdeles radikal fortaler for den seksuelle frigørelse. Men alle typer af drifter og tilbøjeligheder skal kultiveres, så deres aldrig onde natur kan folde sig frit ud. Fourier opregner med en usædvanligt nuanceret indsigt og ubornerthed disse forskelligheder mellem mennesker, hvilket får Karl Marx til at tale om ”Fouriers kolossale vision af mennesket”. Den visionære franskmand foragtede alt det ensformige, rutinen, det simple og det tvungne. Disse onder skulle ikke mindst forhindres i at sætte sig igennem i det trods alt nødvendige arbejde.
Tanken er original: I første omgang går han i stik modsatte retning af, hvad man skulle forvente. Han opsplitter arbejdet endnu mere, end den unge industri havde fundet på at gøre på hans tid. Arbejdet organiseres i Serier og Grupper. For eksempel:
A-Serien af rosengartnere
- Gruppen af bonderosengartnere
- Gruppen af hybenrosengartnere
- Gruppen af dyrkere af den gule rose

B-Serien af køkkenarbejdere
- Gruppen af opvaskere
- Gruppen af aftørere
- Gruppen af kartoffelskrællere

Sådan dannes der et utal af forskellige serier og undergrupper. Hvert af disse arbejdshold er dannet sådan, at det lige netop svarer til en bestemt hovedtilbøjelighed hos en række mennesker. Et Stammefællesskab skal derfor være lige netop så stort, at der kan dannes serier, der modsvarer enhver mulig hovedtilbøjelighed hos mennesket.
Nu er pointen, at ethvert menneske har en lang række forskellige tilbøjeligheder. Derfor skal hvert individ ikke kun arbejde i en gruppe. Det er tværtimod meningen, at man skal vælge sig ind på op til 50 forskellige grupper – gerne fordelt på 50 forskellige serier – i løbet af en uge. Man arbejder en eller højst halvanden time i en gruppe. Så fortsætter man til den næste, og så fremdeles. På den måde når arbejdet aldrig at blive ensformigt, man får brugt alle sine mentale og kropslige evner, og man får udfoldet alle sine væsentligste tilbøjeligheder.
”En mand kan f.eks. befinde sig:
- klokken 5 om morgenen, i en gruppe af hyrder,
- klokken 7, i en gruppe af markarbejdere,
- klokken 9, i en gruppe af gartnere.

Tidsrummet på to timer er det længste ophold der er antagelig, hvis lidenskaberne skal indgå i et harmonisk samspil, da begejstringen ikke kan vedligeholdes længere end to timer.”
Også de videnskabelige sysler forestiller Fourier sig organiseret som et led i denne arbejdsdeling. Det er ikke svært at se parallellen til den unge Marx’ vision om at jage om morgenen, fiske om eftermiddagen, drive kvægavl om aftenen og bedrive kritik efter maden. Marx er imidlertid ikke lige så åbenmundet med hensyn til sin utopi, og hans kritik af opsplitningen mellem åndeligt og kropsligt arbejde tyder på, at han snarere forestiller sig at genforene arbejdsprocesserne end at opsplitte dem yderligere og give alle en bid af det hele.
Til gengæld er der ingen tvivl om, at Marx tager Fouriers vigtigst forudsætninger med sig, nemlig at menneskets naturlige lidenskaber ikke alene er gode, når de udfoldes frit. De er harmonerer også absolut med frembringelsen af de nødvendige midler til livets ophold og lidenskabernes materielle tilfredsstillelse. Serier og grupper af arbejdsopgaver svarer nøje til serier og grupper af menneskelige tilbøjeligheder.
I sin kritik af arbejdsdelingen er Marx tydeligt inspireret af Fourier. Denne rubricerede Marx ganske vist lidt hånligt som utopisk socialist, men det har ikke forhindret franskmanden i at ’smitte af’. Marx nævner i Parisermanuskripterne Fouriers kritik af arbejdets opsplittede og ensformige karakter (MEW, Ergb. 1, side 534.). Her er fremmedgørelsens og ufrihedens årsag.